# Profesionalen Futbolen Klub Botev Plovdiv 2013-2014
Questa voce raccoglie le informazioni riguardanti il Profesionalen Futbolen Klub Botev Plovdiv nelle competizioni ufficiali della stagione 2013-2014.

## Stagione
Nella stagione 2013-2014 il Botev Plovdiv ha disputato l'A PFG, massima serie del campionato bulgaro di calcio, terminando la stagione regolare al quarto posto con 46 punti conquistati in 26 giornate, frutto di 13 vittorie, 7 pareggi e 6 sconfitte. Grazie a questo piazzamento è stato ammesso alla seconda fase per il titolo, concludendo al quarto posto con 65 punti conquistati, avendo vinto cinque partite, pareggiate quattro e perse tre nella seconda fase, venendo ammesso alla UEFA Europa League 2014-2015. Nella Kupa na Bălgarija il Botev Plovdiv è sceso in campo dai sedicesimi di finale, raggiungendo la finale del torneo dove è stato sconfitto dal Ludogorec. In UEFA Europa League il Botev Plovdiv è sceso in campo dal primo turno preliminare, superando i kazaki dell'Astana e raggiungendo il secondo turno preliminare, dove ha eliminato i bosniaci dello Zrinjski Mostar. Nel terzo turno preliminare è stato eliminato dai tedeschi dello Stoccarda con la regola dei gol in trasferta.

## Rosa
| N. |                               | Ruolo | Calciatore         |
| -- | ----------------------------- | ----- | ------------------ |
| 1  | Polonia (bandiera)            | P     | Adam Stachowiak    |
| 3  | Slovenia (bandiera)           | D     | Elvedin Džinič     |
| 3  | Rep. del Congo (bandiera)     | D     | Férébory Doré      |
| 4  | Romania (bandiera)            | D     | Srgian Luchin      |
| 5  | Macedonia del Nord (bandiera) | D     | Boban Grnčarov     |
| 6  | Bulgaria (bandiera)           | C     | Kostadin Djakov    |
| 6  | Romania (bandiera)            | C     | Alexandru Benga    |
| 7  | Bulgaria (bandiera)           | C     | Marijan Ognjanov   |
| 8  | Bulgaria (bandiera)           | C     | Todor Nedelev      |
| 8  | Romania (bandiera)            | C     | Alexandru Curtean  |
| 9  | Tunisia (bandiera)            | A     | Hamza Younés       |
| 10 | Brasile (bandiera)            | C     | Vander Vieira      |
| 11 | Bulgaria (bandiera)           | C     | Jordan Hristov     |
| 14 | Bulgaria (bandiera)           | D     | Veselin Minev      |
| 15 | Bulgaria (bandiera)           | A     | Valeri Domovčijski |

| N. |                        | Ruolo | Calciatore              |
| -- | ---------------------- | ----- | ----------------------- |
| 15 | Paesi Bassi (bandiera) | A     | Luís Pedro              |
| 16 | Rep. Ceca (bandiera)   | C     | Tomáš Jirsák            |
| 17 | Madagascar (bandiera)  | A     | Anicet Andrianantenaina |
| 18 | Bulgaria (bandiera)    | A     | Stanislav Kostov        |
| 19 | Bulgaria (bandiera)    | A     | Ivan Cvetkov            |
| 20 | Bulgaria (bandiera)    | C     | Serkan Jusein           |
| 22 | Paesi Bassi (bandiera) | A     | Romario Kortzorg        |
| 23 | Bulgaria (bandiera)    | D     | Dimitar Vezalov         |
| 26 | Brasile (bandiera)     | D     | Arthur Henrique         |
| 27 | Bulgaria (bandiera)    | P     | Ilija Nikolov           |
| 28 | Bulgaria (bandiera)    | D     | Filip Filipov           |
| 33 | Bulgaria (bandiera)    | P     | Rosen Andonov           |
| 71 | Bulgaria (bandiera)    | C     | Boris Galčev            |
| 83 | Curaçao (bandiera)     | D     | Civard Sprockel         |
| 88 | Bulgaria (bandiera)    | C     | Georgi Sărmov           |

## Risultati

### Kupa na Bălgarija

#### Finale
| Arbitro: | Georgie Jordanov |

|            |           |  |
| Bezjak 58’ | Marcatori |  |

### UEFA Europa League

#### Primo turno preliminare
| Arbitro: | George Vadachkoria |

|  |           |            |
|  | Marcatori | 44’ Jirsák |

| Arbitro: | Pavle Radovanović |

|                                                              |           |  |
| Ognjanov 54’ Vander 56’ (rig.) Nedelev 58’, 75’ Grnčarov 71’ | Marcatori |  |

#### Secondo turno preliminare
| Arbitro: | Padraig Sutton |

|                |           |              |
| Simeunović 21’ | Marcatori | 48’ Kortzorg |

| Arbitro: | Clément Turpin |

|                          |           |  |
| Ognjanov 80’ Nedelev 88’ | Marcatori |  |

#### Terzo turno preliminare
| Arbitro: | Lee Probert |

|            |           |              |
| Galčev 73’ | Marcatori | 67’ Ibišević |

| Aspach 8 agosto 2013, ore 20:20 UTC+2 Ritorno | Stoccarda      | 0 – 0 referto | Botev Plovdiv | Comtech Arena\| Arbitro: \| Padraig Sutton \| |
| Arbitro:                                      | Padraig Sutton |               |               |                                               |

## Statistiche

### Statistiche di squadra
| Competizione       | Punti | In casa | In casa | In casa | In casa | In casa | In casa | In trasferta | In trasferta | In trasferta | In trasferta | In trasferta | In trasferta | Totale | Totale | Totale | Totale | Totale | Totale | DR  |
| Competizione       | Punti | G       | V       | N       | P       | Gf      | Gs      | G            | V            | N            | P            | Gf           | Gs           | G      | V      | N      | P      | Gf     | Gs     | DR  |
| ------------------ | ----- | ------- | ------- | ------- | ------- | ------- | ------- | ------------ | ------------ | ------------ | ------------ | ------------ | ------------ | ------ | ------ | ------ | ------ | ------ | ------ | --- |
| A PFG              | 65    | 19      | 13      | 5       | 1       | 44      | 15      | 19           | 5            | 6            | 8            | 13           | 17           | 38     | 18     | 11     | 9      | 57     | 32     | +25 |
| Kupa na Bălgarija  | -     | 4       | 4       | 0       | 0       | 12      | 1       | 4            | 2            | 1            | 1            | 5            | 3            | 9      | 6      | 1      | 2      | 17     | 5      | +12 |
| UEFA Europa League | -     | 3       | 2       | 1       | 0       | 8       | 1       | 3            | 1            | 2            | 0            | 2            | 1            | 6      | 3      | 3      | 0      | 10     | 2      | +8  |
| Totale             | -     | 26      | 19      | 6       | 1       | 64      | 17      | 26           | 8            | 9            | 9            | 20           | 21           | 53     | 27     | 15     | 11     | 84     | 39     | +45 |